# Ranqueles
Ranqueles es una localidad del departamento General Roca, en la provincia de Córdoba, Argentina.
Se encuentra situada sobre de la Ruta Provincial 26.
Su fundación se debió a la apertura del Ramal Rufino - Monte Comán del Ferrocarril Buenos Aires al Pacífico a principios del Siglo XX.

## Población
Cuenta con 46 habitantes (Indec, 2010), lo que representa un descenso del 8% frente a los 50 habitantes (Indec, 2001) del censo anterior.